# Marcel Crête
Marcel Crête, né le 31 mai 1915 à La Tuque et mort le 11 mars 1988 à Montréal, est un juriste québécois. De 1980 à 1988, il est juge en chef du Québec.

## Biographie
Né à La Tuque en 1915, il diplôme du Séminaire Saint-Joseph de Trois-Rivières en 1934 et obtient une licence en droit de l'Université Laval en 1937. Il intègre le barreau du Québec la même année. Il part ensuite à Toronto pour se perfectionner en droit fédéral à la Osgoode Hall Law School. C'est dans cette ville qu'il rencontre et épouse Berthe Godin le 14 juin 1941. Il exerce la profession d'avocat de 1938 à 1940 puis est engagé comme secrétaire-trésorier de la ville de Grand-Mère. Il devient président du jeune barreau de Trois-Rivières en 1944. Il quitte son poste à la municipalité en 1952.
Il pratique seul le droit jusqu'en 1957, puis se joint à l'étude d'Auguste Désilets et Denis Lévesque. Le 14 juin 1966, il est nommé juge à la Cour Supérieure pour le district judiciaire de Trois-Rivières. Il entre comme juge à la Cour d'appel du Québec le 28 janvier 1972. Il devient juge en chef du Québec le 12 mai 1980. Durant son mandat, la Cour d'appel décide à 4 contre 1 d'accorder à Ottawa de rapatrier la Constitution du Canada sans le consentement de la province. Il meurt en fonction, le 11 mars 1988.

## Distinctions
- 1986 : Médaille du Barreau du Québec
- 1988 : Une salle du palais de justice de Montréal est nommée en son honneur